# Sopransaxofon
Sopransaxofon eller nogle gange blot omtalt som sopransax er en type saxofon, en træblæser, som blev opfundet i 1840'erne. Sopransaxofonen er det tredjemindste medlem af saxofon-familien, som består af (fra mindst til størst) soprillo, sopranino, sopran, alt, tenor, baritone, bas, contrabassaxofon og tubax.
| Musik | Spire Denne musikartikel er en spire som bør udbygges. Du er velkommen til at hjælpe Wikipedia ved at udvide den. |